# Judovska poroka
Poroka je eden glavnih mejnikov življenja Juda – po verskem prepričanju je neporočen moški ali ženska »nedopolnjena celota«.

## Poročna pogodba
Med ženinom (Chatan) in nevesto (Kallah) je pred poroko podpisana poročna pogodba (Ketubah), ki sestoji iz pravic in dolžnosti obeh posameznikov. Izpostaviti velja, da se večina temeljnih izpolnjevanj dolžnosti nanaša na ženina. Nevesta v primeru prenehanja zakona (smrt ali ločitev) prejme denarno plačilo, mož pa je v zakonu dolžan ženi nuditi prebivališče, hrano, oblačila in kot narekuje pravilnik, tudi spolno zadovoljitev. Pravilnik ni napisan v današnjem judovskem jeziku, hebrejščini, temveč v aramejskem – jezik govorjenem med Judi za čas ko je bil Ketubah spisan. Zaradi pristnosti judovske kulture v ZDA, Združenem kraljestvu in močnega priseljevanja germansko govorečega prebivalstva v Izrael, so danes v uporabi tudi angleški in tuji prevodi.

## Zaroka
Zaroko oznani tretja oseba, ki v zameno za to prejme določeno plačilo (polovico plača ženin, polovico nevesta, ni pa pravilo). Najpogosteje delo za to naredijo profesionalni zaročni opravljalci, hebrejsko imenovani Shadcani. Čeprav so finančne dolžnosti poroke obveza staršev para, Judovska vera in pravilnik staršem ne dajeta pristojnosti da določajo ženina ali neveste svojim otrokom, ali jim lastne želje celo vsilita, kot to po tradiciji narekujejo nekatere druge kulture.

## Poroka
Poroko sestavljata dva ločena dogodka – poročna slovesnost (kiddushin) in uradni poročni dogodek (nissu'in). Prva pomeni simbolno spremembo statusa para, uradni dogodek pa ju formalno obveže kot par.

### Slovesnost
Slovesnost lahko par izvede na tri načine:
- V prisotnosti dveh prič lahko ženin nevesti podari vrednostni simbol, kar je najpogosteje prstan, katerega nevesta simbolično sprejme. V primeru da je predmet prstan, nevesta tega natakne na kazalec.
- Kot podpis prej omenjene pogodbe, opravljen v priosotnosti dveh prič.
- Kot telesni stik med ženinom in nevesto pred poroko. Ta naj bi predstavljal namen vzpostavitve simbolične vezi med dvema, ki vstopata v zakonsko zvezo. Rabini tovrsten način odsvetujejo in zavračajo.

Prvi način je prakticiran najpogosteje.

### Uradni dogodek
Poroka sicer poteka pod belim ogrinjalom (Chuppah). Poročna obleka ženina je navadno črn kostim, okoli ramen lahko nosi ogrnjeno belomodro pregrinjalo (Tallit), na glavi pa belo čepico. Oblek neveste je navadno bela, obraz je prekrit s tančico.

Gostje na poroki predstavljajo priče dogodka, rabin pa je prisoten kot svetovalec. Med dogodkom berejo pogodbo, ki jo podpišeta ženin in nevesta. Po podelitvi prstana nevesti, ženin izreče sledeči stavek (prevedeno): »Skozi ta prstan si mi posvečena po veri Mojzesa in Izraela. Ženin in nevesta spijeta vino z istega kozarca, kar simbolizira znak vzajemnega življenja. Nato ženin s čevljem kozarec razbije, kar naj bi prikazalo sesutje jeruzalemskega templja- znak, da bodo v skupnem zakonu utegnili biti tudi težki časi.